# Beaufort (rivier)
De Beaufort is een rivier in de regio South West in West-Australië.

## Geschiedenis
Bij aanvang van de Europese kolonisatie maakte het stroomgebied van de rivier Beaufort deel uit van het leefgebied van de Wiilman Nyungah Aborigines.
De rivier werd in 1835 door John Septimus Roe naar zijn vriend Francis Beaufort vernoemd. Beauford stond als hydrograaf in dienst van de Admiraliteit van Engeland en is bekend van de schaal van Beaufort.

## Geografie
De rivier ontstaat ten westen van Woodanilling nabij Melbourne Vale. Ze stroomt vervolgens naar het westen en mondt uit in de rivier Arthur nabij Duranillin. De Arthur is een zijrivier van de rivier Blackwood.
De Beaufort wordt door de 7,5 kilometer lange Beaufort East gevoed. De zijrivier mondt in de Beaufort uit waar ze de Albany Highway kruist. Verder voeren ook de efemere rivier Carolup en Carlecatup Creek via de Beaufort water af.

## Fauna en flora
Slechts 11 % van de Beaufortzone in het stroomgebied van de Blackwood kent nog haar oorspronkelijke begroeiing. De Eucalyptus wandoo is er de meest voorkomende boom en de Eucalyptus rudis de meest bedreigde.
De meest waargenomen zoogdieren in de Beaufortzone zijn de westelijke grijze reuzenkangoeroe, Irmawallaby en de mierenegel. 15 zoogdiersoorten zijn er met uitsterven bedreigd door de concurrentie met exoten en het verlies aan habitat. De pijnappelskink, westelijke blauwtongskink, Pseudonaja affinis, de mulgaslang en verschillende soorten gekko's maken deel uit van de reptielen die in de zone voorkomen.

## Klimaat
De rivier stroomt door een streek waar een mediterraan klimaat heerst. De gemiddelde jaarlijkse neerslag ligt tussen 500 en 600 mm en valt vooral 's winters van mei tot augustus.